# Valentina Vassilieva
Valentina Vassilieva   (1921) va ser una atleta soviètica especialista en curses de velocitat i salt de llargada, que va competir durant la dècada de 1940.
En el seu palmarès destaquen dues medalles de bronze al Campionat d'Europa d'atletisme de 1946, en el salt de llargada, rere Gerda van der Kade-Koudijs i Lidija Gaile, i en els 4×100 metres, rere l'equip neerlandès i francès. També guanyà una medalla de plata al Festival Mundial de la Joventut i els Estudiants de 1949. El 1948 fou segona i el 1949 tercera al campionat soviètic de salt de llargada. El 1946 formà part de l'equip que millorà el rècord soviètic dels 4x100 metres.

## Millors marques
- 80 metres tanques. 12.2" (1946)
- salt de llargada. 5,76 metres (1949)[5]